# Rharous
Rharous is een gemeente (commune) in de regio Timboektoe in Mali. De gemeente telt 26.300 inwoners (2009).